# John James Harrop
Pour les articles homonymes, voir Harrop.
John James Harrop  (1910-22 septembre 1988) est un enseignant et homme politique provincial canadien de la Saskatchewan. Il représente la circonscription d'Athabasca à titre de député du Co-operative Commonwealth Federation de 1956 à 1960.

## Biographie
Né à Alameda en Saskatchewan, il travaille pour le Saskatchewan Wheat Pool (en). Durant la Seconde Guerre mondiale, il sert dans l'Aviation royale canadienne. En 1953, il devient gestionnaire d'hôtel à Uranium City et ensuite comme gestionnaire de mine. En 1960, il se retrouve à Timmins en Ontario durant une période de six mois avant de s'établir à Regina pour travailler pour SaskPower jusqu'à sa retraite en 1975.